# Bura, Taita-Taveta
Bura är en ort i distriktet Taita-Taveta i provinsen Kustprovinsen i Kenya.